# Rodríguez (Costa Rica)
Rodríguez es un distrito del cantón de Sarchí, en la provincia de Alajuela, de Costa Rica.

## Historia
Rodríguez fue creado el 10 de diciembre de 1971 por medio de Decreto Ejecutivo 2101-G. Segregado de Sarchí Norte.

## Geografía
Rodríguez cuenta con un área de 7,28 km² y una altitud media de 1033 m s. n. m.

## Demografía
Para el año 2022, Rodríguez cuenta con una población estimada de 3011 habitantes, y para el último censo efectuado, en 2011, Rodríguez contaba con una población de 2121 habitantes.

## Localidades
- Cabecera: San Juan
- Poblados: Bambú, Sabanilla.

## Transporte

### Carreteras
Al distrito lo atraviesan las siguientes rutas nacionales de carretera:
- Ruta nacional 710